# 佐藤しのぶ (歌手)
佐藤 しのぶ（さとう しのぶ、1958年〈昭和33年〉8月23日 - 2019年〈令和元年〉9月29日）は、日本のソプラノ歌手、声楽家。夫は指揮者の現田茂夫。

## 経歴
東京都生まれ。その後、大阪府高槻市に転居。4歳からピアノを始める。身長168cm。大阪音楽大学付属音楽高等学校、国立音楽大学声楽専攻卒業。声楽を島田和子、中山悌一、田原祥一郎に師事。文化庁オペラ研修所第4期に最年少で入所し首席で修了。文化庁芸術家在外研究員としてイタリアミラノへ国費留学。1985年帰国後「椿姫」でデビューにして主役を演じる。
帰国後のリサイタルではイタリアオペラを歌い、衛星放送を通して世界へ披露された。その後「トスカ」、「蝶々夫人」等のタイトルロールを次々に演じた。
1987年、オペラ歌手として初めてNHK紅白歌合戦に出演（以後、4年連続出演）。椿姫でオペラの素晴らしさを伝え、音大への関心を高めるのに一役買った（声楽科の競争率も上がった）。
「トスカ」で指揮助手を務めていた夫と知り合い結婚、1991年に長女を出産。
ブラティスラヴァ国際フェスティヴァル80周年のオープニングに、「トスカ」のタイトルロールで招聘され、ヨーロッパデビューを飾る。初のCDアルバムは、1990年1月、ハンス＝マルティン・シュナイト指揮ベルリン放送交響楽団の演奏で、ベルリンにてモーツァルトのオペラアリア集を録音。その後も、ヴェルディ、プッチーニ等のオペラアリアのCDをヨーロッパ各地で録音した。
ウィーン国立歌劇場での「蝶々夫人」を皮切りに、ケルン市立歌劇場やベルリン・ドイツ・オペラなどヨーロッパ各地で公演。1996年韓国政府から初めての日本人正式招聘歌手として、5万人のソウルスタジアムでチョン・ミュンフン指揮KBOと共演。1997年新国立劇場開場記念オペラ『建』乙橘姫役。
1999年プラハにて世界首脳が列席の中、「ビロード革命10周年記念演奏会」でアシュケナージ指揮、チェコ・フィルと共演し、ニュースとして世界に放映。
2005年8月被爆60年平和巡礼コンサート（長崎・広島）、2009年4月「天皇皇后両陛下ご成婚50周年＆ご即位20周年記念コンサート」に出演。また、2009年11月「天皇陛下御即位二十年をお祝いする国民祭典」に出演し、3万人を前に歌う。
共演した指揮者は、コリン・デイヴィス、クリスティアン・ティーレマン、クリストフ・エッシェンバッハ、小澤征爾、エリアフ・インバル、シャルル・デュトワ、ピンカス・スタインバーグ等、オーケストラはローマ・サンタチェチーリア国立アカデミー管弦楽団、フランス国立管弦楽団、フランクフルト放送交響楽団、バイエルン放送交響楽団、チェコ・フィル、シカゴ交響楽団等。
文化放送音楽賞、ジロー・オペラ賞大賞、都民文化栄誉章、マドモアゼル・パルファム賞、Federazione Italiana Cuochi、日本文化デザイン賞大賞等を受賞。
1999年からテレビ神奈川「佐藤しのぶ　出逢いのハーモニー」のパーソナリティを務めていた。CDは11枚リリース。
2019年9月29日に死去したことが同年10月3日に発表された。61歳没。死因は本人の意思により公表されていないが、体調不良のため10月以降のコンサートを中止することが9月24日に発表されていた。

## 著書
- 『福原義春サクセスフルエイジング対談　至福の時は「オペラ人」』資生堂 1998
- 『佐藤しのぶ出逢いのハーモニー』東京書籍 2003
- 『歌声は心をつなぐ 佐藤しのぶ出逢いのハーモニー』東京書籍 2007
- 『明日へ続く歌　出逢いのハーモニー』東京書籍 2014

## ディスコグラフィー
- 「ドラマティック・コンサート 佐藤しのぶ」東芝EMI c1990
- 「モーツァルト:アリア集」ハンス=マルティン・シュナイト指揮 ベルリン放送交響楽団 東芝EMI 1990
- 「ヴェルディ:オペラ・アリア集/佐藤しのぶ」ピンカス・スタインバーグ指揮 フィルハーモニア管弦楽団 東芝EMI 1991
- 「ドラマティックコンサート1992 佐藤しのぶ」東芝EMI c1992
- 「星への贈りもの/佐藤しのぶ」東芝EMI 1992
- 「エッセンス/佐藤しのぶ」外山雄三指揮 NHK交響楽団　東芝EMI 1993
- 「ドラマティックコンサート1993 佐藤しのぶ」東芝EMI c1993
- 「プッチーニ:アリア集」ジェームズ・ロックハート指揮 フィルハーモニア・プロムナード管弦楽団 東芝EMI 1993
- 「しのぶコレクション SPECIAL/佐藤しのぶ」東芝EMI 1999
- 「ヴィリアの歌/佐藤しのぶ」東芝EMI 1999
- 「みすゞのうた 金子みすゞmeets浜圭介」佐野成宏共演 エイベックス・マーケティング 2007
- 「アヴェ・マリア～佐藤しのぶシングス・フェイバリット・ソングス」King Records 2009

## テレビ出演
- ザッツミュージック（NHK総合）
- BS美術館（NHK-BS2）
- 佐藤しのぶ 出逢いのハーモニーパーソナリティー（TVKテレビ）
- ときめき夢サウンド（NHK総合）

### NHK紅白歌合戦出場歴
| 年度/放送回               | 回 | 曲目                                     | 出演順 | 対戦相手                           |
| ------------------------- | -- | ---------------------------------------- | ------ | ---------------------------------- |
| 1987年（昭和62年）/第38回 | 初 | オンブラ・マイ・フ〜なつかしい木陰       | 10/20  | 竜童組                             |
| 1988年（昭和63年）/第39回 | 2  | シューベルトのアヴェ・マリア             | 13/21  | 加山雄三                           |
| 1989年（平成元年）/第40回 | 3  | ロンドンデリーの歌                       | 08/20  | BAKUFU-SLUMP                       |
| 1990年（平成2年）/第41回  | 4  | （「ウエストサイド物語」から）トゥナイト | 07/29  | 久保田利伸、アリスン・ウイリアムズ |

注意点
- 出演順は「出演順/出場者数」で表す。

## 映画出演
- わが愛の譜 滝廉太郎物語（1993年） - 柴田環役